# Dendrotriton sanctibarbarus
Dendrotriton sanctibarbarus är en groddjursart som först beskrevs av James R. McCranie och Wilson 1997.  Dendrotriton sanctibarbarus ingår i släktet Dendrotriton och familjen lunglösa salamandrar. IUCN kategoriserar arten globalt som sårbar. Inga underarter finns listade i Catalogue of Life.